# Leptodiaptomus assiniboiaensis
Leptodiaptomus assiniboiaensis är en kräftdjursart som först beskrevs av R. S. Anderson 1971.  Leptodiaptomus assiniboiaensis ingår i släktet Leptodiaptomus och familjen Diaptomidae. Inga underarter finns listade i Catalogue of Life.